# ترانه‌شناسی حسام‌الدین سراج
در زیر فهرست کاملی از ترانه‌های اجرا شده و آلبوم‌های حسام‌الدین سراج قرار دارد.

## آلبوم‌ها

### نینوا(۱۳۵۸)
ناشر:
| نام ترانه                     | ترانه‌سرا | آهنگساز | تنظیم کننده |
| ----------------------------- | -------- | ------- | ----------- |
| ترانه (برای فیلم دو چشم بی‌سو) |          |         |             |
| فتح‌نامه                       |          |         |             |
| زمین شد لاله‌گون               |          |         |             |
| توبه                          |          |         |             |

### باغ ارغوان(۱۳۶۰)
ناشر: حوزهٔ هنری سازمان تبلیغات اسلامی
| نام ترانه | ترانه‌سرا                | آهنگساز | تنظیم کننده |
| --------- | ----------------------- | ------- | ----------- |
|           | بابا طاهر-قیصر امین پور | سراج    |             |
|           | قیصر امین پور           | سراج    |             |
|           | حمید سبزواری            | سراج    |             |
|           | حافظ                    | سراج    |             |
|           | بیدل دهلوی              | سراج    |             |
|           |                         |         |             |
|           |                         |         |             |
|           |                         |         |             |

### وصل مستان(۱۳۶۱)
ناشر: حوزهٔ هنری سازمان تبلیغات اسلامی
| نام ترانه | ترانه‌سرا | آهنگساز  | تنظیم کننده |
| --------- | -------- | -------- | ----------- |
|           |          | محسن نفر |             |
|           |          | محسن نفر |             |
|           |          | محسن نفر |             |
|           |          | محسن نفر |             |
|           |          | محسن نفر |             |
|           |          | محسن نفر |             |
|           |          | محسن نفر |             |
|           |          | محسن نفر |             |

-

### شمس الضحی(۱۳۶۳)
ناشر: حوزه هنری سازمان تبلیغات اسلامی 
| نام ترانه      | ترانه‌سرا | تنظیم کننده | آهنگساز  | زمان  |
| -------------- | -------- | ----------- | -------- | ----- |
| حکایت سر سپر   |          |             | محسن نفر | ۴:۴۹  |
| دل زار         |          |             | محسن نفر | ۸:۰۱  |
| سرو و سرو      |          |             | محسن نفر | ۵:۳۰  |
| غریو یار       |          |             | محسن نفر | ۹:۲۶  |
| تصنیف شمس‌الضحی |          |             | محسن نفر | ۲۹:۱۵ |

### یاد یار(۱۳۶۵)
ناشر: مرکز فرهنگی و هنری عروج 
موسسهٔ فرهنگی هنری فجر
| نام ترانه              | ترانه‌سرا | آهنگساز  | تنظیم کننده | زمان  |
| ---------------------- | -------- | -------- | ----------- | ----- |
| تصنیف ای یار من و آواز |          | محسن نفر |             | ۲۳:۴۲ |
| تصنیف سرو خرامان       |          | محسن نفر |             | ۶:۴۶  |
| ساز و آواز             |          | محسن نفر |             | ۱۴:۵۲ |
| تصنیف بی همگان         |          | محسن نفر |             | ۱۴:۴۸ |

### آفاق عشق نظامی ۱(۱۳۷۲)
ناشر: سروش
| نام ترانه      | ترانه‌سرا | آهنگساز         | تنظیم کننده     |
| -------------- | -------- | --------------- | --------------- |
| لیلی و مجنون ۱ |          | فریدون شهبازیان | فریدون شهبازیان |
| لیلی و مجنون ۲ |          | فریدون شهبازیان | فریدون شهبازیان |

### آفاق عشق نظامی ۲(۱۳۷۲)
ناشر: سروش
| نام ترانه      | ترانه‌سرا | آهنگساز         | تنظیم کننده     |
| -------------- | -------- | --------------- | --------------- |
| خسرو و شیرین ۱ |          | فریدون شهبازیان | فریدون شهبازیان |
| خسرو و شیرین ۲ |          | فریدون شهبازیان | فریدون شهبازیان |

### طریقت عشق(۱۳۷۳)
ناشر: ایران‌گام
| نام ترانه                      | ترانه‌سرا               | آهنگساز         | تنظیم کننده |
| ------------------------------ | ---------------------- | --------------- | ----------- |
| تصنیف آذر ستون                 | بابا طاهر اقبال لاهوری | فریدون شهبازیان |             |
| قطعهٔ ضرب اصول و چهار مضراب تور |                        |                 |             |
| ساز و آواز                     | بابا طاهر              |                 |             |
| تصنیف وصال                     | حافظ                   | حسن یوسف زمانی  |             |
| مقدمه                          |                        | حسن یوسف زمانی  |             |
| چهار مضراب                     |                        |                 |             |
| ساز و آواز                     | شیخ احمد جام انور      |                 |             |
| قطعه ضربی حصار                 |                        | حسن یوسف زمانی  |             |
| ساز و آواز                     | شیخ احمد جام انور      |                 |             |
| تصنیف ناوک غمزه                | حافظ                   | حسن یوسف زمانی  |             |

### آئینه رو(۱۳۷۴)
ناشر:
سرپرست گروه جلال ذوالفنون
| نام ترانه          | ترانه‌سرا | آهنگساز | تنظیم کننده |
| ------------------ | -------- | ------- | ----------- |
| پیش‌درآمد ثنا آوازی |          |         |             |
| آئینه رو           |          |         |             |
| ساز و آواز ۱       |          |         |             |
| ساز و آواز ۲       |          |         |             |
| بی دلان            |          |         |             |
| ساز و آواز ۳       |          |         |             |
| ساقی               |          |         |             |

### بوی بهشت(۱۳۷۴)
ناشر: سروش
| نام ترانه      | ترانه‌سرا | آهنگساز       | تنظیم کننده |
| -------------- | -------- | ------------- | ----------- |
| سرو خرامان     | مولانا   | رامین کاکاوند |             |
| شور مستی       | مولانا   | رامین کاکاوند |             |
| نغمهٔ مهر       | بیدل     | رامین کاکاوند |             |
| بوی بهشت       | سعدی     | رامین کاکاوند |             |
| حافظ خلوت نشین | حافظ     | رامین کاکاوند |             |
| جامه دران      | سعدی     | رامین کاکاوند |             |
| میخانه         | حافظ     | رامین کاکاوند |             |

### دل‌آرا(۱۳۷۵)
ناشر: گلبانگ
| نام ترانه       | ترانه‌سرا       | آهنگساز         | تنظیم کننده     |
| --------------- | -------------- | --------------- | --------------- |
| تصنیف دل آرا    | عطار نیشابوری  | افشین رامین     | تهمورس پورناظری |
| پیشواز جانان    | سعدی           | افشین رامین     | تهمورس پورناظری |
| تصنیف غمگسار    | مولانا         | افشین رامین     | تهمورس پورناظری |
| تصنیف فراق      | عراقی          | افشین رامین     | تهمورس پورناظری |
| تصنیف نقش خیال  | سعدی           | تهمورس پورناظری | تهمورس پورناظری |
| ساز و آواز      | ابن عماد       | تهمورس پورناظری | تهمورس پورناظری |
| تصنیف تا بیکران | پرتو کرمانشاهی | تهمورس پورناظری | تهمورس پورناظری |
| تکنوازی تار     |                | تهمورس پورناظری | تهمورس پورناظری |
| تصنیف خیال تو   | مولانا         | تهمورس پورناظری | تهمورس پورناظری |

### بی نشان(۱۳۷۶)
ناشر: سروش
| نام ترانه              | ترانه‌سرا | آهنگساز        | تنظیم کننده |
| ---------------------- | -------- | -------------- | ----------- |
| توره به تور ساز و آواز |          | حسام‌الدین سراج |             |
| تجلی                   |          | حسام‌الدین سراج |             |
| ساز و آواز             |          | حسام‌الدین سراج |             |
| نگار                   |          | حسام‌الدین سراج |             |

### نرگس مست(۱۳۷۷)
ناشر: سروش
| نام ترانه                 | ترانه‌سرا | آهنگساز   | تنظیم کننده |
| ------------------------- | -------- | --------- | ----------- |
| تصنیف سحرگاهان            |          | گروه بیدل |             |
| چهارمضراب تار و تنبک      |          | گروه بیدل |             |
| ساز و آواز                |          | گروه بیدل |             |
| تصنیف درویشی و خرسندی     |          | گروه بیدل |             |
| سه نوازی عود و سه‌تار و نی |          | گروه بیدل |             |
| آواز مثنوی افشاری         |          | گروه بیدل |             |
| تصنیف نرگس مست            |          | گروه بیدل |             |
| ساز و آواز                |          | گروه بیدل |             |
| تصنیف راز پنهان           |          | گروه بیدل |             |

### نگاه آسمانی(۱۳۷۷)
ناشر: سروش
| نام ترانه                   | ترانه‌سرا      | آهنگساز     | تنظیم کننده |
| --------------------------- | ------------- | ----------- | ----------- |
| شب عاشقان بیدل              | سعدی          | علی رحیمیان |             |
| مرغ باغ ملکوت               | مولانا        | علی رحیمیان |             |
| نشان بی‌نشان                 | خواجوی کرمانی | علی رحیمیان |             |
| ای عاشقان                   | مولانا        | علی رحیمیان |             |
| رخ مهتاب (ساز و آواز ماهور) | حافظ          | علی رحیمیان |             |
| دل‌آرا                       | شفق           | علی رحیمیان |             |
| باد صبا                     | حافظ          | علی رحیمیان |             |

### شرح فراق(۱۳۷۸)
ناشر: فارس نوا (صدای شیراز)
سرپرست گروه: سید جلال ذوالفنون
| نام ترانه                | ترانه‌سرا | آهنگساز        | تنظیم کننده |
| ------------------------ | -------- | -------------- | ----------- |
| پیش‌درآمد ماهور           |          | حسام‌الدین سراج |             |
| ساز و آواز ماهور         |          | حسام‌الدین سراج |             |
| شرح فراق                 | حافظ     | حسام‌الدین سراج |             |
| تصنیف هجران              | حافظ     | حسام‌الدین سراج |             |
| دو ضربی دلکش             |          | حسام‌الدین سراج |             |
| ساز و آواز، تقدیر میخانه | علی معلم | حسام‌الدین سراج |             |
| تصنیف کرانهٔ عشق          | حافظ     | حسام‌الدین سراج |             |
| تصنیف دست از طلب ندارم   | حافظ     | حسام‌الدین سراج |             |

### شهر آشنائی(۱۳۷۸)
ناشر: سروش
| نام ترانه               | ترانه‌سرا      | آهنگساز      | تنظیم کننده |
| ----------------------- | ------------- | ------------ | ----------- |
| راز نهفته               | حافظ          | مجید درخشانی |             |
| شهر آشنائی              | خواجوی کرمانی | مجید درخشانی |             |
| خروش (قطعهٔ ضربی)        |               | مجید درخشانی |             |
| حدیث مستان (ساز و آواز) |               | مجید درخشانی |             |
| دلستان                  | حافظ          | مجید درخشانی |             |
| نور باده                | حافظ          | مجید درخشانی |             |
| آهوی حرم                | رعدی آذرخشی   | مجید درخشانی |             |
| ضربی زابل               |               | مجید درخشانی |             |
| به عشق کوش              | رعدی آذرخشی   | مجید درخشانی |             |
| چهار مضراب مخالف        |               | مجید درخشانی |             |
| فرود                    |               | مجید درخشانی |             |
| آتش عشق                 | مولانا        | مجید درخشانی |             |

### رؤیای وصل(۱۳۸۰)
ناشر: ثنا
| نام ترانه    | ترانه‌سرا       | آهنگساز       | تنظیم کننده |
| ------------ | -------------- | ------------- | ----------- |
| محفل عشق     | صغیر اصفهانی   | رامین کاکاوند |             |
| سودای دل     | مولانا         | رامین کاکاوند |             |
| مه بالا نشین | بابا طاهر فائز | رامین کاکاوند |             |
| رویا         | ساعد           | رامین کاکاوند |             |
| چشم جادو     | حافظ           | رامین کاکاوند |             |
| ارغنون       | حافظ           | رامین کاکاوند |             |
| سلطان عشق    | مولانا         | رامین کاکاوند |             |
| سماع مستان   |                | رامین کاکاوند |             |
| دست افشان    | حافظ           | رامین کاکاوند |             |

### نازنین یار(۱۳۸۲)
ناشر:
| نام ترانه  | ترانه‌سرا | آهنگساز     | تنظیم کننده |
| ---------- | -------- | ----------- | ----------- |
| نازنین یار |          | مجتبی صادقی | مجتبی صادقی |
| ماه رو     |          | مجتبی صادقی | مجتبی صادقی |
| خمار مستی  |          | مجتبی صادقی | مجتبی صادقی |
| اسیر عشق   |          | مجتبی صادقی | مجتبی صادقی |
| رخ و زلف   |          | مجتبی صادقی | مجتبی صادقی |
| شراب گلرنگ |          | مجتبی صادقی | مجتبی صادقی |
| شور شیدایی |          | مجتبی صادقی | مجتبی صادقی |

### وداع ۱(۱۳۸۲)
ناشر: حوزهٔ هنری
آوای برگ
سورهٔ مهر
| نام ترانه      | ترانه‌سرا     | آهنگساز        | تنظیم کننده       |
| -------------- | ------------ | -------------- | ----------------- |
| راز            |              | حسام‌الدین سراج | سید محمد میرزمانی |
| آئینهٔ عشق      |              | حسام‌الدین سراج | سید محمد میرزمانی |
| بادهٔ الست      |              | حسام‌الدین سراج | سید محمد میرزمانی |
| سرخیل مستان    |              | حسام‌الدین سراج | سید محمد میرزمانی |
| وحدت عاشقان    |              | حسام‌الدین سراج | سید محمد میرزمانی |
| غریب آشنا      | غلامرضا کافی | حسام‌الدین سراج | سید محمد میرزمانی |
| یک دل و یک یار |              | حسام‌الدین سراج | سید محمد میرزمانی |
| سر حق          |              | حسام‌الدین سراج | سید محمد میرزمانی |

### وداع ۲(۱۳۸۲)
ناشر: حوزهٔ هنری
آوای برگ
سورهٔ مهر
| نام ترانه | ترانه‌سرا                   | آهنگساز        | تنظیم کننده       |
| --------- | -------------------------- | -------------- | ----------------- |
| عاشق کشی  |                            | حسام‌الدین سراج | سید محمد میرزمانی |
| ساز مستی  |                            | حسام‌الدین سراج | سید محمد میرزمانی |
| دستانسرا  |                            | حسام‌الدین سراج | سید محمد میرزمانی |
| شوخ شیرین |                            | حسام‌الدین سراج | سید محمد میرزمانی |
| وداع      |                            | حسام‌الدین سراج | سید محمد میرزمانی |
| پریشانی   |                            | حسام‌الدین سراج | سید محمد میرزمانی |
| غریبه     | غلامرضا کافی               | حسام‌الدین سراج | سید محمد میرزمانی |
| گریهٔ خون  | علیرضا قزوه ابراهیم درویشی | حسام‌الدین سراج | سید محمد میرزمانی |

### ماه نو(۱۳۸۳)
ناشر: سروش
| نام ترانه          | ترانه‌سرا                  | آهنگساز        | تنظیم کننده |
| ------------------ | ------------------------- | -------------- | ----------- |
| یار عیار           | حافظ                      | حسام‌الدین سراج |             |
| ساز و آواز ابو عطا | فخرالدین عراقی            | حسام‌الدین سراج |             |
| صنم                | سراج                      | حسام‌الدین سراج |             |
| سرمست              | سعدی                      | حسام‌الدین سراج |             |
| گل مهتاب           | اصلانی بهداروند لیالستانی | حسام‌الدین سراج |             |
| ماه نو             | محلی تربت جام بابا طاهر   | حسام‌الدین سراج |             |
| رند و خرابات       | فرصت شیرازی شمس مغربی     | حسام‌الدین سراج |             |

### عشق و مستی(۱۳۸۳)
ناشر: هم آواز آهنگ
| نام ترانه      | ترانه‌سرا   | آهنگساز       | تنظیم کننده |
| -------------- | ---------- | ------------- | ----------- |
| یار خراباتی    | حافظ       | رامین کاکاوند |             |
| سلسلهٔ مو       | سعدی       | رامین کاکاوند |             |
| تار            |            | رامین کاکاوند |             |
| تیغ دلدار      | حافظ       | رامین کاکاوند |             |
| زلف دوتا       | حافظ       | رامین کاکاوند |             |
| ساز و آواز نوا | وحشی بافقی | رامین کاکاوند |             |
| عشق و مستی     | مولانا     | رامین کاکاوند |             |

### آئینه و آه(۱۳۸۴)
ناشر: حوزه هنری
| نام ترانه     | ترانه‌سرا              | آهنگساز          | تنظیم کننده |
| ------------- | --------------------- | ---------------- | ----------- |
| شیرین و فرهاد | سعدی                  | محمدجواد ضرابیان |             |
| همراز         | دکتر سعیدی            | محمدجواد ضرابیان |             |
| سودای دل      | رهی معیری             | محمدجواد ضرابیان |             |
| بی شکیب       | محمد عبدالحسینی/آئینه | محمدجواد ضرابیان |             |
| مهر ازل       | آئینه                 | محمدجواد ضرابیان |             |
| ساز و آواز    | سایه                  | محمدجواد ضرابیان |             |
| آئینه و آه    | حافظ                  | محمدجواد ضرابیان |             |
| سحر می‌آید     | آئینه                 | محمدجواد ضرابیان |             |

### قصهٔ گیسو(۱۳۸۷)
ناشر:
| نام ترانه    | ترانه‌سرا | آهنگساز       | تنظیم کننده |
| ------------ | -------- | ------------- | ----------- |
| قصهٔ گیسو     | حافظ     | رامین کاکاوند |             |
| داغ جنون     | مولانا   | رامین کاکاوند |             |
| تکنوازی      |          | رامین کاکاوند |             |
| سرو خوش بالا | مولانا   | رامین کاکاوند |             |
| ساقی گلرخ    | حافظ     | رامین کاکاوند |             |
| عقل و عشق    | مولانا   | رامین کاکاوند |             |
| ماه          | مولانا   | رامین کاکاوند |             |

### گریهٔ بی بهانه(۱۳۸۷)
ناشر: سروش
| نام ترانه        | ترانه‌سرا      | آهنگساز        | تنظیم کننده |
| ---------------- | ------------- | -------------- | ----------- |
| ملکا             | حکیم سنایی    | فرهاد رحیمیان  | علی رحیمیان |
| بلای عشق         | ساعد باقری    | محمد حقیقی فرد |             |
| ساز و آواز ماهور | قیصر امین پور |                |             |
| من و ما          | مولانا        | سراج           | حقیقی فرد   |
| ساز و آواز دشتی  | قیصر امین پور |                |             |
| باغ آشنایی       | مهرنوش اصلی   | جمال منبری     |             |
| ساز و آواز ماهور | قیصر امین پور |                |             |
| گریهٔ بی بهانه    | ه.آ.سایه      | سراج           | حقیقی فرد   |

### جام الست(۱۳۸۸)
ناشر:
| نام ترانه       | ترانه‌سرا        | آهنگساز    | تنظیم کننده |
| --------------- | --------------- | ---------- | ----------- |
| شمس حق          | مولانا          | علی قمصری  |             |
| سراب            | رهی معیری       |            |             |
| رقص پروانه      |                 |            |             |
| قیامت           | مولانا          |            |             |
| ای عاشقان       | مولانا          | محمد طریقت |             |
| ساز و آواز دشتی | تصنیفی خوانساری |            |             |
| خرابات عشق      | عطار            |            |             |
| ساز و آواز شور  | شیخ بهایی       |            |             |
| جام الست        | عنقا- مولانا    |            |             |

### راه بی‌نهایت(۱۳۸۹)
ناشر: نهاله رودکی
| نام ترانه                                  | ترانه‌سرا  | آهنگساز       | تنظیم کننده |
| ------------------------------------------ | --------- | ------------- | ----------- |
| تصنیف بر باد                               | حافظ      | میدیا فرج‌نژاد |             |
| ساز و آواز-دستگاه همایون (درآمد تا بیداد)  | حافظ      | میدیا فرج‌نژاد |             |
| ضربی شرم و شوق                             |           | میدیا فرج‌نژاد |             |
| راه بی‌نهایت- ادامهٔ ساز و آواز              | حافظ      | میدیا فرج‌نژاد |             |
| به سان رود                                 | ه.آ. سایه | میدیا فرج‌نژاد |             |
| سواران                                     |           | میدیا فرج‌نژاد |             |
| تصنیف فرهاد کش                             | حافظ      | میدیا فرج‌نژاد |             |
| شبیخون- مقدمه چهارگاه                      |           | میدیا فرج‌نژاد |             |
| تصنیف گام زمان                             | ه.آ. سایه | میدیا فرج‌نژاد |             |
| ساز و آواز- دستگاه چهارگاه (درآمد تا حصار) | حافظ      | میدیا فرج‌نژاد |             |
| قطعهٔ رهایی                                 |           | میدیا فرج‌نژاد |             |
| ادامهٔ ساز و آواز (فرود به همایون)          | حافظ      | میدیا فرج‌نژاد |             |
| تصنیف صبا                                  | حافظ      | میدیا فرج‌نژاد |             |

-

### خوشا سرو(۱۳۹۱)
ناشر: حوزه هنری
| نام ترانه       | ترانه‌سرا | آهنگساز    | تنظیم کننده |
| --------------- | -------- | ---------- | ----------- |
| باغ تماشا       | مولانا   | امین حیدری | امین حیدری  |
| بوی گل          | مولانا   | امین حیدری | امین حیدری  |
| ساز و آواز دشتی | معاصر    | امین حیدری | امین حیدری  |
| بی من مرو       | مولانا   | امین حیدری | امین حیدری  |
| تا بیکران نوا   |          | امین حیدری | امین حیدری  |
| ساز و آواز نوا  | حافظ     | امین حیدری | امین حیدری  |
| نوشانوش         | مولانا   | امین حیدری | امین حیدری  |
| ساز و آواز نوا  | حافظ     | امین حیدری | امین حیدری  |
| خندان درآ       | مولانا   | امین حیدری | امین حیدری  |

### مسیحا(۱۳۹۳)
ناشر:
| نام ترانه    | ترانه‌سرا | آهنگساز    | تنظیم کننده |
| ------------ | -------- | ---------- | ----------- |
| شعر خوانی ۱  |          | بهرام خانی |             |
| مسیحا        |          | بهرام خانی |             |
| شعر خوانی ۲  |          | بهرام خانی |             |
| شعر خوانی ۳  |          | بهرام خانی |             |
| مقام فنا     |          | بهرام خانی |             |
| شعر خوانی ۴  |          | بهرام خانی |             |
| شعر خوانی ۵  |          | بهرام خانی |             |
| باد صبا      |          | بهرام خانی |             |
| شعر خوانی ۶  |          | بهرام خانی |             |
| ساز          |          | بهرام خانی |             |
| شعر خوانی ۷  |          | بهرام خانی |             |
| رویا         |          | بهرام خانی |             |
| شعر خوانی ۸  |          | بهرام خانی |             |
| دل آرام      |          | بهرام خانی |             |
| شعر خوانی ۹  |          | بهرام خانی |             |
| شعلهٔ آه      |          | بهرام خانی |             |
| شعر خوانی ۱۰ |          | بهرام خانی |             |
| خرامان       |          | بهرام خانی |             |
| شعر خوانی ۱۱ |          | بهرام خانی |             |
| درد پنهان    |          | بهرام خانی |             |
| شعر خوانی ۱۲ |          | بهرام خانی |             |
| شعر خوانی ۱۳ |          | بهرام خانی |             |
| شعر خوانی ۱۴ |          | بهرام خانی |             |
| حریم حرم     |          | بهرام خانی |             |
| شعر خوانی ۱۵ |          | بهرام خانی |             |
| شاهد ازل     |          | بهرام خانی |             |
| ساز و آواز   |          | بهرام خانی |             |
| مسیحا ۲      |          | بهرام خانی |             |

### لب خوانی باران(۱۳۹۴)
ناشر: سروش
| نام ترانه                           | ترانه‌سرا           | آهنگساز        | تنظیم کننده    |
| ----------------------------------- | ------------------ | -------------- | -------------- |
| لب خوانی باران                      | ساعد باقری         | سید صادق موسوی |                |
| ساز و آواز دشتی                     | قیصر امین پور      |                |                |
| میخانه                              | میرزا حبیب خراسانی | سید صادق موسوی |                |
| تکنوازی عود                         |                    |                |                |
| درد نوشان                           | حافظ               | حسام‌الدین سراج | سید صادق موسوی |
| آواز بیات اصفهان                    | حافظ               | سید صادق موسوی |                |
| آواز شور                            | حافظ               |                |                |
| چهار مضراب دورگردانی به بیات اصفهان |                    |                |                |
| عشق رخ یار                          | حافظ               |                |                |
| بگذر از غم                          | مشتاق اصفهانی      | سید صادق موسوی |                |

## تک آهنگ‌ها
| نام ترانه  | ترانه‌سرا       | آهنگساز             | سال پخش | توضیحات                             |
| ---------- | -------------- | ------------------- | ------- | ----------------------------------- |
| فرهاد کُش   |                | میدیا فرج‌نژاد       | ۱۳۹۴    |                                     |
| شمس الضحی  |                | محسن نفر            | ۱۳۹۵    |                                     |
| باغ سرنوشت |                |                     | ۱۳۹۵    |                                     |
| آذر عشق    | حسین معلم      | ابوالفضل صادقی نژاد | ۱۳۹۶    |                                     |
| زم زم عشق  | محمد علی بهمنی | ابوالفضل صادقی نژاد | ۱۳۹۶    |                                     |
| بغض زمین   |                | مجید درخشانی        | ۱۳۹۶    | به زلزله‌زدگان کرمانشاه تقدیم شده‌است |
| تحویل رویا | امیرحسین بنار  | فرزاد محمدنژاد      | ۱۴۰۱    |                                     |